# Max Christiansen
Max Christiansen (Flensburg, 1996. szeptember 25. –) német labdarúgó, az 1860 München játékosa.

## Pályafutása
A 2025–26-os szezon előtt az 1860 München csapatába igazolt.
Többszörös német korosztályos válogatott. 2016. július 15-én bekerült a 2016. évi nyári olimpiai játékokon résztvevő U23-as keretbe, amellyel ezüstérmet szerzett.

## Statisztika
2015. július 28. szerint.
| Klub             | Szezon   | Bajnokság | Bajnokság | Kupa  | Kupa | Nemzetközi | Nemzetközi | Összesen | Összesen |
| Klub             | Szezon   | Mérk.     | Gól       | Mérk. | Gól  | Mérk.      | Gól        | Mérk.    | Gól      |
| ---------------- | -------- | --------- | --------- | ----- | ---- | ---------- | ---------- | -------- | -------- |
| Hansa Rostock    | 2013-14  | 7         | 1         | 0     | 0    | -          | -          | 7        | 1        |
| Hansa Rostock    | 2014-15  | 17        | 0         | 0     | 0    | -          | -          | 17       | 0        |
| Hansa Rostock    | Összesen | 24        | 1         | 0     | 0    | 0          | 0          | 24       | 1        |
| Ingolstadt 04 II | 2014-15  | 2         | 0         | 0     | 0    | -          | -          | 2        | 0        |
| Ingolstadt 04 II | 2015-16  | 0         | 0         | 0     | 0    | -          | -          | 0        | 0        |
| Ingolstadt 04 II | Összesen | 2         | 0         | 0     | 0    | 0          | 0          | 2        | 0        |
| Ingolstadt 04    | 2014-15  | 4         | 1         | 0     | 0    | -          | -          | 4        | 1        |
| Ingolstadt 04    | 2015-16  | 0         | 0         | 0     | 0    | -          | -          | 0        | 0        |
| Ingolstadt 04    | Összesen | 4         | 1         | 0     | 0    | 0          | 0          | 4        | 1        |
| Összesen         | Összesen | 30        | 1         | 0     | 0    | 0          | 0          | 30       | 1        |

## Sikerei, díjai
- Ingolstadt 04
  - Bundesliga 2: 2014-15